# Episodi di Doppia sentenza (serie televisiva 1969) (settima stagione)
La settima stagione della serie televisiva Doppia sentenza è stata trasmessa in anteprima nel Regno Unito dalla BBC One tra il 27 agosto 1975 e il 3 dicembre 1975.
| nº | Titolo originale       | Titolo italiano | Prima TV UK       | Prima TV Italia |
| -- | ---------------------- | --------------- | ----------------- | --------------- |
| 1  | Feedback               |                 | 27 agosto 1975    |                 |
| 2  | High Life              |                 | 3 settembre 1975  |                 |
| 3  | Protection             |                 | 10 settembre 1975 |                 |
| 4  | Grass                  |                 | 17 settembre 1975 |                 |
| 5  | Bargains               |                 | 24 settembre 1975 |                 |
| 6  | The Talking Doll       |                 | 1º ottobre 1975   |                 |
| 7  | And with What Measure? |                 | 8 ottobre 1975    |                 |
| 8  | Female of the Species  |                 | 15 ottobre 1975   |                 |
| 9  | A Person Unknown       |                 | 22 ottobre 1975   |                 |
| 10 | Homicide               |                 | 29 ottobre 1975   |                 |
| 11 | Dorothy's Birthday     |                 | 5 novembre 1975   |                 |
| 12 | Whose Side Are You On? |                 | 12 novembre 1975  |                 |
| 13 | Choirboy               |                 | 19 novembre 1975  |                 |
| 14 | On Call                |                 | 26 novembre 1975  |                 |
| 15 | Blind Alley            |                 | 3 dicembre 1975   |                 |